# 克萊爾-梅爾城 (佛羅里達州)
克萊爾-梅爾城（英語：Clair-Mel City）是位於美國佛羅里達州希爾斯波羅縣的一個非建制地區。該地的面積和人口皆未知。

## 地理
克萊爾-梅爾城的座標為27°56′00″N 82°22′42″W / 27.93333°N 82.37833°W，而該地的平均海拔高度為5米（即18英尺）。